# Sebastian Baur (Musiker)

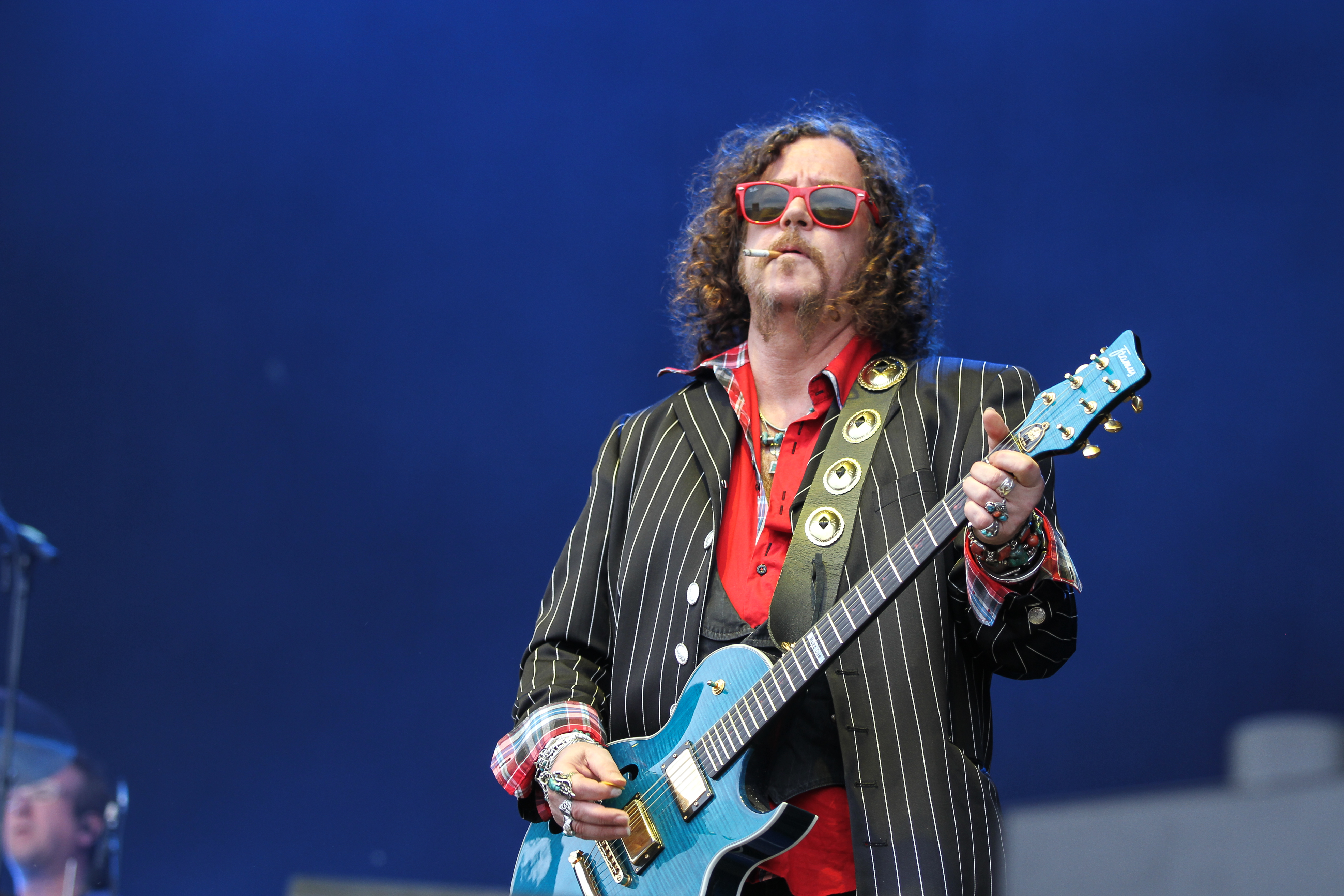
Mit Knorkator auf dem With Full Force Festival, 2013

Sebastian Baur (auch Buzz Dee) (* 8. Oktober 1957 in Cottbus) ist ein deutscher Gitarrist, teilweise auch Sänger und Schlagzeuger, u. a. bei Knorkator und Monokel.

## Karriere
Baur begann in einer Schülerband, die als Blues Boulevard ein Konzert vor 2000 Zuschauern beim Ost-Berliner Pankefest gaben.
Baur gründete mit den anderen Bandmitgliedern 1975 die Band Monokel, nachdem sich Baur und Peter Schneider kennengelernt hatten. Nachdem die Band im Sommer 1976 auseinandergegangen war, gründete Baur im Oktober 1976 mit neuer Besetzung die Band neu. 1979 hörte Baur dann bei Monokel auf. Danach spielte er für die Bands Metropol, Elefant und Vox, bevor er von 1981 bis 1985 als Gitarrist und Sänger bei der Berliner Rockgruppe Keks aktiv war. Mit dem Song Wir wollen rocken wurde Baur bei Keks erstmals auch als Texter aktiv. 1986 wechselte er als Sänger und Gitarrist zur Band MCB, welche er 1989 verließ. Nach neuerlicher Station bei Monokel spielte er für Lanz Bulldog, danach für Ina Morgan & Lazy Bones, später bei De Buffdicks. Seit 1996 ist er Gitarrist bei der Berliner Rockband Knorkator und seit der Gründung im Sommer 2009 spielt er auch bei der Berliner Rockband Buzz Dees.

## Privates
Sebastian Baur ist der Sohn von Schauspieler Reimar Baur und Schauspielerin Annelene Hilscher. Er lebt mit seiner Frau in Berlin-Pankow. 

## Werk

### Diskografie
Keks
- 1983: Henriette & Alkohol

MCB
- 1987: Kleeblatt Nr. 22 - Sampler/Kopplung, Amiga

Knorkator
- 1998: The Schlechtst of
- 1999: Hasenchartbreaker
- 2001: Tribute to uns selbst
- 2003: Ich hasse Musik
- 2007: Das nächste Album aller Zeiten
- 2011: Es werde nicht
- 2014: We want Mohr
- 2016: Ich bin der Boss
- 2019: Widerstand ist zwecklos
- 2022: Sieg der Vernunft

Buzz Dees
- 2013: Icke